# Sociedade Astronômica Eurasiana
A Sociedade Astronômica Eurasiana (em inglês:  Eurasian Astronomical Society (EAAS)) é uma sociedade científica que reune astrônomos das extintas repúblicas da União Soviética, Europa, Israel e Estados Unidos. Foi fundada em 1990. Sua administração localiza-se em Moscou, no Instituto Astronômico Sternberg.